# Ghoti Budrukh
Ghoti Budrukh är en ort i Indien.   Den ligger i distriktet Nashik och delstaten Maharashtra, i den västra delen av landet, 1 100 km söder om huvudstaden New Delhi. Ghoti Budrukh ligger 593 meter över havet och antalet invånare är 22 095.
Terrängen runt Ghoti Budrukh är kuperad åt sydväst, men åt nordost är den platt. Runt Ghoti Budrukh är det tätbefolkat, med 276 invånare per kvadratkilometer. Närmaste större samhälle är Igatpuri, 7,2 km väster om Ghoti Budrukh. Trakten runt Ghoti Budrukh består till största delen av jordbruksmark.